# Spex
Spex er en form for amatørkomedieteater spillet af højskole- og universitetsstuderende i Sverige og dele af Finland. Universitetsbyer såsom Göteborg, Lund, Uppsala og Linköping har lange traditioner for spex. Ordet spex kommer fra spektakel.